# Nodicia de kesos
Se conoce como Nodicia de Kesos o Documento de Kesos a un escrito en lengua romance aparecido cerca de León y datado entre los años 974 y 980. Se trata de uno de los textos más antiguos que pueden considerarse en la evolución de las lenguas románicas ibéricas, si bien José Ramón Morala Rodríguez nota que, limitándose a archivos leoneses exclusivamente, existen alrededor de mil testimonios lingüísticos más antiguos que la Nodicia de Kesos, cuyo valor como testimonio de la lengua que originó el romance es similar o superior. En rigor, aún no se puede considerar asturleonés, sino de un estadio de latín que comienza a distinguirse del latín vulgar y a fragmentarse en varios protorromances, en este caso en leonés.
El documento ya era conocido, pues es uno de los textos que Ramón Menéndez Pidal utilizó en su obra Orígenes del español en 1926 para dar cuenta del estado de los romances peninsulares en el siglo X.
El texto en sí es una simple nota de carácter funcional: se trata del inventario de quesos que hizo el monje despensero en el Monasterio de los santos Justo y Pastor, en el pueblo de La Rozuela, muy cerca de León. Está escrito en la parte trasera de un documento de donación datado en el año 956. Si es un pergamino reutilizado, tendría que haber dejado de tener valor legal; con este razonamiento propuso Ramón Menéndez Pidal como fecha posible para la Nodicia el año 980. Estudios más recientes de J.M. Fernández Catón y otros proponen una datación ligeramente anterior, en torno a los años 974-975, debido a una referencia histórica contenida en el propio texto, concretamente la mención de una visita del rey Ramiro III.
La mayor importancia de la Nodicia de Kesos reside en que es una anotación en un romance muy primitivo, y además fuera del encorsetado lenguaje jurídico de la época, que estaba lleno de fórmulas latinas que se repetían; aquí, el despensero tuvo que ensayar la escritura en romance sin partir de un modelo, redactando de forma totalmente libre y espontánea, por lo que nos aproxima a la lengua que realmente se hablaría en aquel momento.
El original se conserva en el archivo catedralicio de León, con la signatura Manuscrito 852v.

## El texto
Según la reciente edición de Fernández Catón et al., 2003:
(1.ª columna)

(Christus) Nodicia de
/ kesos que
/ 3 espisit frater
/ Semeno: In Labore
/ de fratres In ilo ba-
/ 6 celare
/ de cirka Sancte Ius-
/ te, kesos U; In ilo
/ 9 alio de apate,
/ II kesos; en que[e]
/ puseron ogano,
/ 12 kesos IIII; In ilo
/ de Kastrelo, I;
/ In Ila uinia maIore,
/ 15 II;

(2.ª columna)

/ que lebaron en fosado,
/ II, ad ila tore;
/ 18 que baron a Cegia,
/ II, quando la talia-
/ ron Ila mesa; II que
/ 21 lebaron LeIone; II
/ ...s...en
/ u...re...
/ 24...que....
/ ...c...
/ ...e...u...
/ 27 ...alio (?) ...
/ ...
/ ...
/ g...Uane Ece; alio ke le-
/ 30 ba de sopbrino de Gomi
/ de do...a...; IIII que espi-
/ seron quando llo rege
/ 33 uenit ad Rocola;
/ I qua Salbatore Ibi
/ uenit.

Una versión al castellano actual de la Nodicia podría ser: 

Relación de los quesos que gastó el hermano Jimeno: En el trabajo de los frailes, en el viñedo de cerca de San Justo, cinco quesos. En el otro del abad, dos quesos. En el que pusieron este año, cuatro quesos. En el de Castrillo, uno. En la viña mayor, dos [...] que llevaron en fonsado a la torre, dos. Que llevaron a Cea cuando cortaron la mesa, dos. Dos que llevaron a León [...] otro que lleva el sobrino de Gomi [...] cuatro que gastaron cuando el rey vino a Rozuela. Uno cuando Salvador vino aquí.